# 프란츠 그릴파르처
프란츠 제라피쿠스 그릴파르처(독일어: Franz Seraphicus Grillparzer, 1791년 1월 15일 ~ 1872년 1월 21일)는 오스트리아의 극작가이다.
괴테, 실러의 고전주의에 영향을 받은 오스트리아 최초의 고전적인 극작가로서 19세기 초엽의 낭만주의 연극으로부터도 많은 영향을 받았다. 빈에서는 1808년 이후 낭만주의의 거성 슐레겔이 극문학을 강의하고 있었으며, 운명극의 작가 베르너는 만년에 가톨릭으로 개종하여 빈에서 설교사가 되어 있었다.
그릴파르처의 처녀작 <여자 조상>(1817)은 분명히 낭만주의의 운명극을 본뜬 것이며 또한 오스트리아적 성격이나 비더마이어적인 교훈을 반영하고 있다고는 하나 실재와 가상의 2원을 테마로 한 <꿈도 인생>(1834)에서는 낭만주의적 요소를 볼 수 있다. 이 표제는 또한 셰익스피어와 함께 낭만주의의 사람들에 의해 재발견된 칼데론의 작품에 의하고 있다.
그릴파르처는 또한 극시의 운문에서도 독일 고전극으로 확립된 5각 억양격이 아니라 4각 억양격을 시도하고 있다. 일련의 사극 중 대표작인 <오토카르왕의 행복과 최후>(Konig Ottokars Gluck und Ende, 1825), <합스부르크가의 형제싸움>은 고전적인 작풍이나, 프라그의 전설적 건국을 다루는 <리부사>(Libussa)에서는 그 국민적·국가적 지향에 있어서 낭만주의와도 통한다. 이 테마는 브렌타노가 <프라그 창립>에서 다룬 것과 같다. 그러나 무한한 확대를 너무 구한 나머지 정통적인 드라마 형식에서 벗어나거나 단편인 채 끝나버리는 낭만극에 비하면 그릴파르처는 완결된 극 형식에서 벗어나지는 않는다. <사포>(Sappho, 1819), <금양모피>(Das Goldene Vlies, 1822), <바다의 물결, 사랑의 물결>(Des Meeres und der Liebe Wellen, 1840) 등의 대표작은 차라리 고전적인 경향이 짙다고 하겠다.
그릴파르처의 작품은 희극 <속이는 자에게 재앙 있으라>의 실패(1838) 이후 만년에 재평가를 받기까지 한동안 빈의 무대에서 자취를 감추었으며 이 시기는 민중극의 전성기이기도 했었다.

## 같이 보기
- 오스트리아의 작가 목록